# Giovanni Cerrina Feroni
Giovanni Cerrina Feroni (Firenze, 18 luglio 1866 – Roma, 2 luglio 1952) è stato un militare italiano che fu, tra le altre cose, governatore dell'Eritrea e della Somalia italiane.

## Biografia

### I primi incarichi
Giovanni Cerrina Feroni nacque a Firenze il 18 luglio 1866 da una nobile famiglia marchionale ed ancora giovane si iscrisse all'Accademia Navale dove ottenne ottimi risultati a tal punto che l'ammiraglio comandante scrisse di lui il 30 settembre 1886: "è il primo del suo corso. Promette di farsi un buon ufficiale. Se seguita ad occuparsi e diventa più attivo, sarà un buon ufficiale".
Dopo l'accademia venne destinato ai primi imbarchi, in un primo momento assegnato sul Mar Rosso e poi in America, sempre con ottimi risultati di servizio, sino alla promozione a tenente di vascello. La sua posizione era stata favorita anche dalla sua conoscenza delle lingue il che era particolarmente utile per l'epoca quando in particolare la marina italiana si stava aprendo a nuovi orizzonti coloniali, aumentando consequenzialmente anche le relazioni con gli altri paesi.
Nel 1899 ottenne il suo primo comando dapprima sulle torpediniere e poi sul rimorchiatore "Ercole", attraccato a Napoli, oltre a prestare servizio sull'isola de La Maddalena la cui base, per inciso, era stata ideata in funzione anti-francese ed all'epoca dell'arrivo del Cerrina Feroni era ancora in costruzione, sebbene ormai fosse conclusa ogni sorta di utilità nei confronti della Francia, divenuta amichevole. La marina italiana ad ogni modo riteneva che il punto potesse risultare utile per ulteriori conflitti bellici nel Mediterraneo e quindi l'operazione veniva ancora finanziata.

### Il punto di svolta con gli incarichi coloniali
Sempre col grado di comandante, Cerrina Feroni tornò nuovamente nel Mar Rosso dove iniziò ad interessarsi della colonizzazione italiana, a tal punto che il Ministero delle colonie gli chiese di sostituire temporaneamente il governatore del Banaadir, posizione che lo portò anche al conseguimento del rango di capitano di vascello. L'incarico durò tre anni dal momento che il ruolo "politico" del Cerrina per l'epoca sembrava esagerato e si riteneva che per ruoli di governatorato fossero più indicati generali di terra o diplomatici, mentre la marina doveva rimanere in servizio in mare. Allo scoppio della guerra italo-turca, ad ogni modo, Cerrina Feroni ottenne il comando delle forze navali italiane di stanza nel Mar Rosso.
Anche in queste operazioni il comandante Cerrina si dimostrò abile in quanto riuscì a convincere gli sceicchi dello Yemen a ribellarsi all'Impero ottomano, ottenendo nuovi alleati e mettendo sempre in maggiore difficoltà il nemico, sino al 6 maggio 1912 quando la flotta italiana vinse quella turca nella baia di Kunfida, oggi Al Qunfudhah, operazione che valse allo stesso Cerrina Feroni la nomina a Ufficiale dell'Ordine militare di Savoia.
Al termine di questo scontro, il presidente del consiglio Giolitti interpellò personalmente il comandante Cerrina chiedendogli di svolgere per conto del governo delle missioni di diplomazia segreta nel 1913, passandolo successivamente al Ministero delle colonie dove rimase per diversi anni, dapprima come governatore dell'Eritrea e poi passando alla medesima carica in Somalia, e giungendo negli anni seguenti sino al grado di ammiraglio di squadra.
Ritiratosi dalla vita pubblica, il Cerrina Feroni prese residenza a Roma, dove morì il 2 luglio 1952, a 86 anni.